# البدية
ٱلْبِدْيَة هي منطقة سكنية في إمارة الفجيرة، الإمارات العربية المتحدة. تبعد عن إمارة الفجيرة 40 كيلومتراً إلى الشمال على الطريق الرابط ما بين مدينة خورفكان ودبا الفجيرة. وهي موقع لمسجد تاريخي يحمل نفس الاسم ويعد من أقدم المساجد في الإمارات العربية المتحدة ويعود تاريخه إلى القرن الخامس عشر. كما تضم عددًا من الآثار التاريخية والحصون التاريخية والأفلاج والآبار والمنازل القديمة.
كما تحتضن المنطقة الجبال العالية المطلة على الساحل البحري وتتخللها المزارع الخضراء والوديان في مواسم هطول الأمطار مشكلة مناظر طبيعية خلابة، لذلك تحظى بإقبال كبير من السياح والزوار من داخل وخارج الدولة، عرفت منطقة البدية بالماضي بكثرة انتشار عيون المياه العذبة وآبار المياه وبطبيعتها الجبلية الخلابة خاصة في مواسم الربيع.
تعد البدية من أقدم قرى الفجيرة وهي منطقة خضراء تقع بين الجبال والبحر، بدأت في التحول إلى مدينة لوجود نسبة كبيرة من السكان والبنية التحتية المتطورة تسكنها العديد من القبائل.
يشتهر أهالي البدية عامة بالصيد وهي واحدة من أقدم الحرف التي عمل بها أهالي البدية ثم الزراعة وتربية المواشي، يوجد في البدية سوق شهير للخضار والفواكه وسوق للسمك.

## التسمية
سميت المنطقة بهذا الاسم نسبة لوجود بئر لا تنضب منه المياه العذبة طوال أيام السنة يسمى بئر البدية، وكان الأهالي يستخدمونه للشرب وري المزروعات وسقاية المواشي.

## تاريخ
اعتمد سكان البدية قديمًا على ركوب البحر وصيد الأسماك بأنواعها المختلفة بشكل أساسي لتأمين قوتهم، وبعضهم كان يذهب في رحلات البحث عن اللؤلؤ في أعماق البحار. اشتهر سكان البدية قديمًا بزراعة جميع أنواع الأشجار، خاصة النخيل والحبوب بأنواعها، وجمع الحطب وتحويله إلى سخام«فحم» وبتجارة المحاصيل الزراعية أما البعض الآخر فكان يشتري محاصيل التمور والحطب من الأهالي ويبيعها أو يقايضهما مع التجار العمانيين أو الإيرانيين الذين يرسون بقواربهم على الساحل البحري للقرية حاملين المواد الغذائية لأهل القرية كالزيت والدقيق والملح.
عاشت في البدية قديمًا قبائل المرشدي والخزيمي والعبدولي والحمودي والكندي والضنحاني والزيودي.